# 薬剤誘発性ループス
薬剤誘発性ループス（やくざいゆうはつせいループス、英語: Drug-induced lupus erythematosus; 略称: DIL, DILE）とは、薬剤の副作用より全身性エリテマトーデス (SLE) に類似した紅斑性狼瘡（Lupus Erythematosus, LE）を呈する疾患のこと。SLE症例の10%以上が薬剤誘発性であると推定されている。薬剤誘発性エリテマトーデスとも呼ばれることがある。

## 原因
誘発する薬剤は多数報告があるが降圧剤のヒドララジンや抗不整脈薬のプロカインアミドなどが主たる原因とされる。また、抗生物質のイソニアジドやミノサイクリンも頻繁に全身性DILEを発症させる。ヒドララジンを高用量で長期使用した患者の約5%がDIL様症状を呈する。
コクラン・レビューは、痤瘡（にきび）の治療で長期使用されるミノサイクリンにより「10万処方あたり約53症例」の割合でSLE様症状が誘発されると報告した。使用期間との関連性も示された。ミノサイクリン誘発性ループスは、長期使用後の中断によって誘発される。他のテトラサイクリン系は「8.8症例/10万人/年」の割合でLEが認められる。

## 症状
中毒性表皮壊死症ほどの激しい皮膚症状は現れず、関節炎、漿膜炎、皮疹などのSLE様症状を呈するが、腎障害や中枢神経症状は起こさない。SLEと異なり男女均等に発症し、抗ds-DNA抗体が見られることは稀である。
- 関節痛、筋肉痛、疲労、円形脱毛[8]
- 漿膜炎 - 心臓や肺の内側組織の炎症
- 抗ヒストン抗体（英語版） - 95%の症例で

## 治療
治療としては疑わしい薬剤の使用を中止する。ミノサイクリン誘発性ループスの症例では、中断から約4か月後に血液検査所見が陰性化した。
非ステロイド性抗炎症薬(NSAIDs)は、治癒過程を早めることができる。

## 誘発薬剤

### 高リスク
- ヒドララジン（降圧剤）
- プロカインアミド（抗不整脈薬）
- ミノサイクリン（抗菌剤）
- イソニアジド（抗生物質）

### 中〜低リスク
- インフリキシマブ（TNF-α）
- エタネルセプト（TNF-α）
- ピラジナミド（抗生物質）
- キニジン（抗不整脈薬）
- D-ペニシラミン（抗炎症薬）
- カルバマゼピン（抗痙攣薬）
- オクスカルバゼピン（抗痙攣薬）
- フェニトイン（抗痙攣薬）
- プロパフェノン（抗不整脈薬）
- クロルプロマジン（抗精神病薬）
- ミノキシジル（高血圧治療薬/血管拡張薬）